# Hánna
Hánna（ハンナ、12月7日 - ）は、日本国外生まれ、東京在住のシンガーソングライター。血液型はB型。アーティスト名は「Hanna」と表記されることも多い。
音楽一家に生まれ、幼少の頃から音楽が大好きで好奇心旺盛。さまざまなボーカルオーディションに優勝、入賞。日本代表として3週勝ち抜きチャンピオンになったのち、年に一度のグランドチャンピオン大会でアジア圏で準優勝を勝ち取るなど。その他数々の実績を重ね、クラブのイベントでR&BやHOUSEを歌ったり、バンド活動ではライブハウスでワンマンライブを行ったりさまざまなジャンルで歌ってきた末、2007年秋より本格的に活動を始める。他のアーティストのアルバムに参加するなど、現在はシンガーソングライターとして、また他のアーティストへの楽曲提供やプロデュース、モデルや役者など、日本国内外で活動中。
学園祭・各企業様のパーティーやテレビ局・ラジオ局主催イベント等さまざまな会場でライブをしている。また、恋愛・家族愛・郷土愛などいろいろな「愛」をテーマにしている。

## 略歴
- 海外生まれ。3歳で来日。
- 2007年、シンガーソングライターとして活動を開始。
- 2007年8月、学校法人フォーラムアカデミー専門学校のTVCMに「butterfly」(2007年末まで)が起用される。
- 2007年12月、朱鷺メッセ31F展望室でDEBUT LIVEを開催。
- 2007年12月～、総合生協 KuruCoのTVCMに「愛のかけら」が起用される。後に「smilin'」と改名。
- 2008年2月、新潟LOTSでSOLO CONCERTを開催。以降新潟を拠点に、全国でLiveやイベントを開催。
- 2008年4月、りゅーとぴあで新潟市政令都市記念歌優秀作品「butterfly」を披露。
- 2008年4月、新潟テレビ21開局25周年記念番組「にいがた恋詩」の主題歌に「Season's Melody」が起用される。
- 2008年8月～、新潟市 みんなの花火「エボリューション」の主題歌に「夢花火」が起用される。以降、毎年起用される。また、山口県周防大島町大花火大会でも起用される。
- 2009年1月～、テレビ新潟「スキーの応援談スノー☆サポーターズ」テーマソングに「キララ☆」が起用される。同時に新潟県スキー観光協会TV-CMでも起用される。
- 2009年3月、新潟テレビ21特別番組「恋詩に恋して」挿入歌「輝ける街のなかで」が起用される。同時に本人も初出演。
- 2009年7月、FM-NIIGATA7月度パワープレイに「smilin'」が起用される。
- 2009年7月～、BSNラジオ・近藤丈靖の独占!ごきげんアワー内のキリンビバレッジランランクラブ(ホノルルマラソン)のテーマソングに「絆」が起用される。
- 2009年7月1stミニアルバム「glitter」をリリース。全国CDデビューを果たす。新潟県内TSUTAYA週間売り上げ3位。
- 2009年8月、RADIO CHAT8月度パワープレイに「夢花火」が起用される。
- 2009年8月、24年目を迎えた新潟市最大のイベント、5万5千人を動員した「日本海夕日コンサート」に出演を果たす。
- 2009年8月～、テレビ新潟あんしん・あんぜんキャンペーン「ここからみらい」CMに「メッセージ」が起用される。
- 2009年9月、新潟テレビ21テーマソングを手がけた「にいがた恋詩」が「テレビ朝日ものづくりネットワーク大賞優秀賞を受賞。
- 2010年2月、雪国ならではの冬の一大イベント「十日町雪まつり2010FM-NIIGATA SOUND SPLUSH WINTER STAGE」出演を果たす。(高野千恵、Hilcrhyme出演)
- 2010年4月、「ドラマチック！新潟旅情」新潟県観光VTRに「Season's Melody」起用。
- 2010年4月、新潟県妙高市観光VTRに「Season's Melody」起用。
- 2010年7月、母校の東京学館新潟高等学校オープンスクールにてゲスト出演
- 2010年8月、24時間テレビ出演
- 2010年9月、千葉国体オープニングセレモニー披露曲(3曲目)「未来へのパスポート」ボーカル担当

## ディスコグラフィー

### シングル
1. natural. (2014年5月5日)

### アルバム
1. glitter (2009年7月8日)
2. LOVE (2015年8月26日)
3. Infinity∞(2019年8月14日)[1]
4. Always-15th anniversary THE BEST-(2024年8月07日)[2]

## タイアップ
| タイトル         | タイアップ                                                                           |
| ---------------- | ------------------------------------------------------------------------------------ |
| butterfly        | 学校法人フォーラム情報アカデミー専門学校 CMソング( - 2007年末)                       |
| butterfly        | 新潟市政令都市移行記念歌優秀作品 (2008年)                                            |
| butterfly        | 学校法人学校法人鎌形学園 東京学館新潟高等学校 CMソング (2008年 - )                   |
| smilin'          | 総合生協「KuruCo」CMソング (2007年 - )                                               |
| smilin'          | FM-NIIGATA2009年7月度SOUND SPLUSH POWER PLAY                                         |
| Season's Melody  | 新潟テレビ21開局25周年記念番組「にいがた恋詩」主題歌 (2008年 - 2009年)               |
| Season's Melody  | 新潟県観光VTR「ドラマチック！新潟旅情」テーマソング (2010年 - )                      |
| Season's Melody  | 妙高市観光VTRテーマソング (2010年 - )                                                |
| 夢花火           | 新潟市みんなの花火『エボリューション』主題歌 (2008年 - )                             |
| 夢花火           | 山口県周防大島町大花火大会BGM (2008年 - )                                            |
| 夢花火           | FMにいつ2009年8月度POWER PLAY                                                        |
| 輝ける街のなかで | 新潟テレビ21開局25周年記念番組「にいがた恋詩」特番「恋詩に恋して」挿入歌 (2009年 - ) |
| 絆               | BSNラジオ キリンビバレッジ ランランクラブテーマソング (2009年 - )                    |
| メッセージ       | TeNYCM ここからみらい CMソング (2009年 - )                                           |
| YourSong         | 和光ベンディングCMソング (2009年 - )                                                 |
| キララ☆          | TeNY「スキーの新潟応援談スノー☆サポーターズ」主題歌 (2009年 - )                      |
| キララ☆          | 新潟県観光協議会CMソング (2009年 - )                                                 |
| Open Your Wings  | TeNY「キラリ！新潟夢中人」主題歌（2015年 - ）                                        |
| Open Your Wings  | アサヒアレックスCMソング（2015年 - 2017年 ）                                         |

その他多数